# Asperón
Asperón (de áspero) es una arenisca de cemento silíceo o arcilloso de un color blanco.

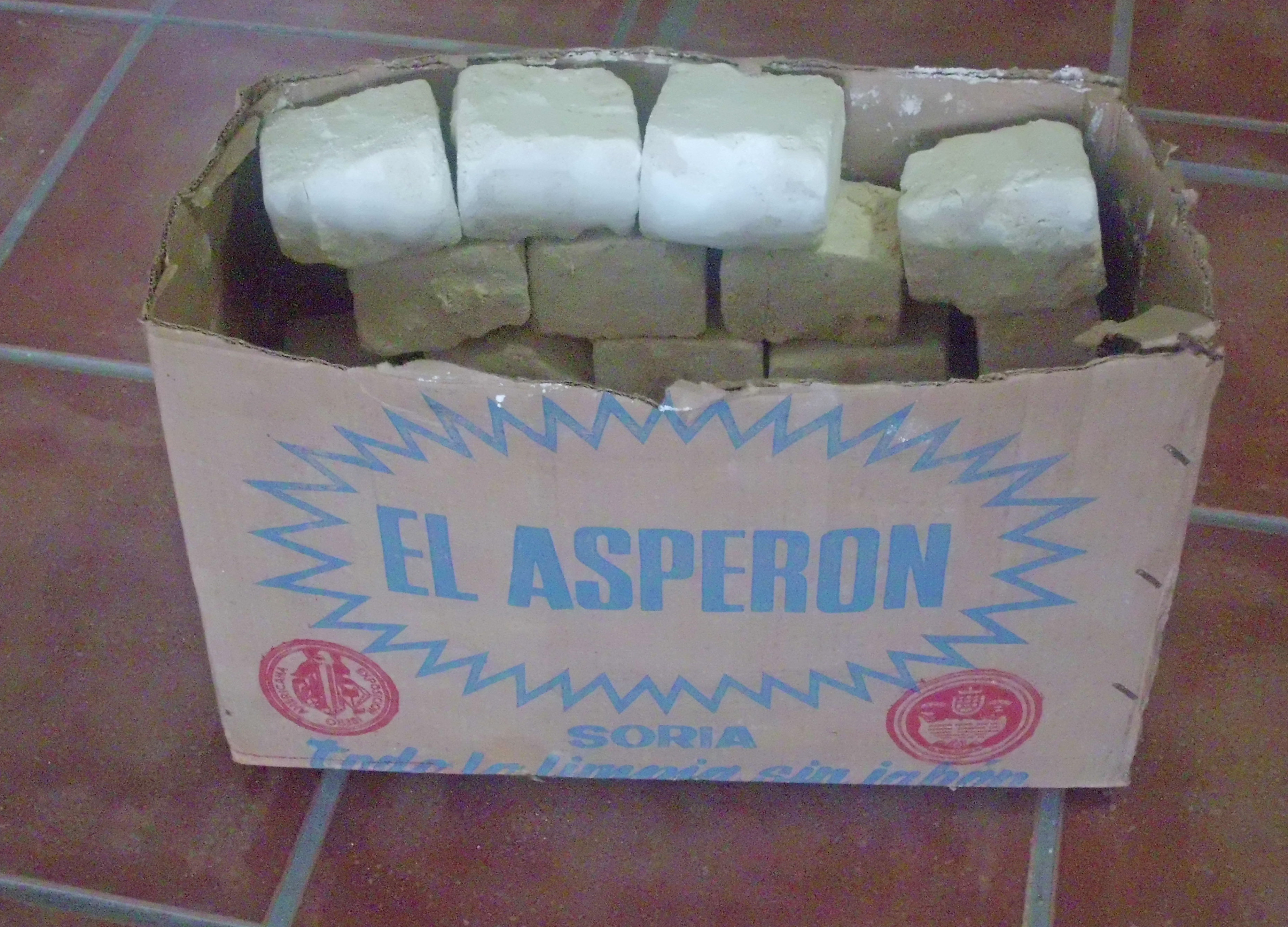
Caja original con pastillas del Asperón

Se emplea para la construcción y también, cuando es de grano fino, en piedras de amolar. Sin embargo, durante casi 76 años, con el artículo por delante, fue utilizada tal denominación como marca registrada, para distinguir un producto destinado a la limpieza.
Se trata de un invento de un complemento de los jabones en las funciones domésticas, donde se precisa intensificar la eliminación de suciedades, facilitando su raspado, resistentes a la acción de los jabones. Su inventor fue el soriano Casto Hernández Hernández, nacido en Castilruiz, el 1 de julio de 1863, y fallecido en Soria el 20 de diciembre de 1936.

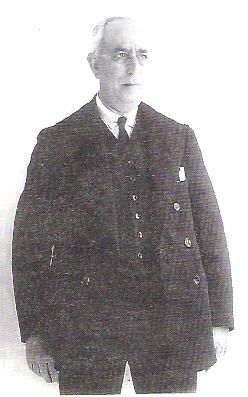
Casto Hernández Hernández, inventor de "El Asperón"

Casto no fue un hombre de estudios, de familia humilde y de total carencia de medios económicos, no encontró otra salida para satisfacer sus ansias de trabajo que emigrar de su pueblo. Todos sus años jóvenes le sirvieron para aprender y tratar con amos y patronos de habitantes de “tierras altas” (Yanguas, Villar del Río…) que formaron su condición de jabonero.
Afincado en Soria, a finales del siglo XIX, se decidió por instalar una pequeña fábrica de jabones y lejías en el n.º 1 de la antigua Plaza de Teatinos (hoy Plaza de Bernardo Robles n.º 2), y, en el mismo lugar una tienda de ultramarinos. En un local adyacente fabricaba también aguardiente y un licor dulce conocido como “licor del padre Casto”.
Casto era un hombre de carácter recto y serio, no desmentido en su forma de obrar, caracterizado por su honradez y amor a la verdad, hasta tal grado que, entre sus amigos y conocidos era requerido como testigo en sus tratos. Trataba a sus trabajadores con familiaridad, otorgándoles una paga extraordinaria de 18 días en Navidad, antes de que fuera obligatoria

## Origen y desarrollo de “El Asperón”
Establecido ya en Soria y bien conocido en su actividad principal como "Casto el jabonero", en el año 1910 fue requerido para estudiar la posibilidad de aprovechar las arenas blancas existentes en las faldas del Pico Frentes, con destino a la limpieza y como complemento a la acción de los jabones.
Estas arenas blancas estaban compuestas principalmente por granos finos de sílice y arcillas afiladas, que por su plasticidad y poder desengrasante se venían usando para desengrasar baños y quitar manchas. Estas propiedades se encontraban aumentadas en las arenas de Fuentetoba por sus componentes silíceos, que facilitaban el raspado.
Casto quiso obtener un producto de gran consumo, barato y que diese por eso mismo gran rendimiento. Observó que al verter los jabones en forma de líquido hirviente de la caldera a los moldes, adquirían dureza al enfriarse. Esta observación fue el principal motivo que le indujo a descubrir su invento: un producto, complemento del jabón, relleno de arenas blancas, que pudiera manejarse y comercializarse, troceado en pastillas compactas y, a su vez, fácilmente deleznables. Con la adición de un producto químico, aseguraba en grado óptimo tanto la aglomeración de la disolución saturada jabonera, como la eficacia en las funciones de limpieza (muebles, tarimas, fregados diversos, lavado de obreros en los talleres, enarenado de escaleras de madera, etc). La composición química exacta del producto era un secreto patentado y bajo la ley de propiedad industrial (patente n.º 47.411)
La arena extraída era mezclada con los demás componentes y posteriormente puesta a hervir en grandes calderas, distribuyéndose la mezcla más tarde en forma de pequeños adobes a través de unos moldes de 110 unidades cada uno. Seguidamente se practicaba la operación de secar los "panes", y cuando ya lo estaban suficientemente, se llevaba a cabo su envoltura, dando un peso aproximado cada pan de medio kilo.
En 1910 Casto y su socio Joaquín Iglesias establecieron la planta de producción de "El Asperón" en unas naves situadas en el paraje conocido como "Alto de San Francisco". En ella trabajaban unas 20 personas. Muchos de ellos permanecieron en la fábrica desde los 14 años hasta su jubilación. La producción anual era de unas 1500 toneladas y su precio de venta al público estaba entre 15 y 20 céntimos de pesetas por pastilla.
Se hizo tan famoso que tuvo muchas imitaciones, y, aunque registrada su marca, los competidores empleaban la palabra asperón como genérica. Por eso las amas de casa, en los comercios, pedían asperón de Soria. Se extendió por toda España, principalmente en ambas Castillas, Madrid, Sevilla, Valencia y Bilbao. Es posible que se utilizara hasta en Portugal y Francia, ya que se llegó a vender en plazas de Extremadura, San Sebastián, Irún, Jaca, etc. Madrid fue el mayor mercado y, al terminar la Guerra Civil, uno de los primeros abastecimientos que llegó fue “El Asperón" de Soria, formándose colas para adquirirlo.
En la década de los 60 alcanzó su apogeo llegando a producir 6 millones y medio de pastillas al año.

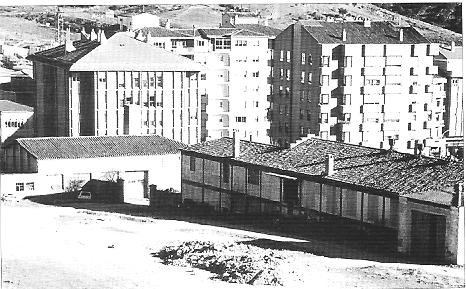
naves de fabricación de "El Asperón"

## Declinación de su uso y fin
Pero con el paso de los años “El Asperón” no pudo evitar que la aparición de otros productos de limpieza como detergentes y fregonas restringieran su uso. También contribuyó a ello la sustitución de la madera en suelos y escaleras por mármoles o terrazos.
En consecuencia, en los años 70 decreció su venta, y aunque se intentó revitalizar presentándolo en polvo, su fabricación cesó en 1978, cerrándose la fábrica sin problemas laborales. El poco personal que quedaba en la fábrica pasó a trabajar a la fábrica de materiales de construcción "Hijos de Casto Hernández", ubicada en la Carretera de Valladolid (posteriormente "Nietos de Casto Hernández" y extinguida en 2017).